# Politico
Ne doit pas être confondu avec Politico Europe.
Politico est un média politique américain fondé à Washington, D.C. en 2007 par l'éditeur Robert Allbritton, Jim VandeHei et John F. Harris. Il traite de l'actualité politique de la Maison-Blanche, du Congrès, et des différents États américains. Depuis 2014, il dispose d'une édition européenne intitulée Politico Europe.
Politico Europe couvre l'Union européenne ainsi que la vie politique dans les grandes capitales européennes.
Le groupe dispose d'une édition payante, Politico Pro, qui diffuse des informations de haute valeur ajoutée, et est utilisée par les cabinets de lobbying et journalistes spécialisés. Politico est considéré comme une source d’information influente dans les milieux politiques.
Depuis l'été 2021, Politico est détenu par le géant allemand Axel Springer.

## Histoire
En septembre 2008, le Drudge Report et The New York Times annoncent une possible expansion de l'organisation.[pas clair] En septembre 2013, Politico fait l'acquisition du site d'actualités Capital New York. La version en ligne du magazine est lancée en novembre 2013.
En septembre 2014 Politico crée une coentreprise avec le groupe de médias allemand Axel Springer afin de lancer une version européenne de Politico, basée à Bruxelles. En décembre 2014, la coentreprise annonce l'acquisition de Selectcom, une holding fondée par Sheherazade Semsar-de Boisséson, détentrice de Development Institute International, l'un des principaux concepteurs français de contenus professionnels par l'organisation de conférences à forte valeur ajoutée, ainsi que de European Voice, média de référence des décideurs et législateurs européens, qui deviendra Politico au printemps 2015. Matthew Kaminski est éditeur exécutif pour l'Europe de Politico.
En août 2021, Axel Springer annonce l'acquisition de Politico pour 1 milliard de dollars,, soit le plus gros investissement du groupe dans toute son histoire. Ses employés doivent respecter les principes directeurs d'Axel Springer, mais contrairement aux employés de ses journaux allemands, les employés de Político n'ont pas à signer un engagement écrit à respecter les principes de l'entreprise dont le soutien à Israël et à une alliance entre les États-Unis d'Amérique et l'Europe.

## Controverses
En novembre 2016, le rédacteur en chef de Politico, Michael Hirsh, démissionne après avoir publié sur Facebook l'adresse de la maison du suprémaciste blanc Richard B. Spencer.
En avril 2017, le magazine Politico publie un article censé montrer des liens à long terme entre le président américain Donald Trump, le président russe Vladimir Poutine et l'organisation de sensibilisation juive Chabad-Loubavitch. L'article est largement condamné, le chef de l'Anti-Defamation League, Jonathan Greenblatt, écrivant que celui-ci « évoque des mythes séculaires sur les Juifs »,,.
En mars 2019, Politico est de nouveau accusé d'antisémitisme lorsqu'il publie un article représentant des images du candidat à la présidentielle Bernie Sanders à côté d'arbres de monnaie. Sanders, l'un des deux candidats juifs à l'élection présidentielle américaine de 2020, est ciblé en raison de la richesse qu'il a accumulée au cours de sa vie.